# Paratrixa pallida
Paratrixa pallida là một loài ruồi trong họ Tachinidae.